# Rhythmeen
Rhythmeen es el duodécimo álbum de estudio de la banda estadounidense de hard rock y blues rock ZZ Top, publicado en 1996 por RCA Records. Con este disco la banda retorna al sonido de sus primeros trabajos en los setenta, debido a la exclusión de los sintetizadores que los hicieron famosos en la década anterior, proceso que ya venía desde su álbum anterior.
A pesar de volver a sus raíces y recuperar a varios fanáticos, en la lista Billboard 200 solo alcanzó el puesto 29, el más bajo en más de diez años. Sin embargo, sus sencillos promocionales lanzados tanto en el mismo año como en 1997, entraron en la lista Mainstream Rock Tracks en buenas posiciones.

## Lista de canciones
Todas las canciones escritas por Gibbons, Hill y Beard, a menos que se indique lo contrario. 

| N.º | Título                                      | Escritor(es)                                       | Duración |  |
| 1.  | «Rhythmeen»                                 |                                                    | 3:53     |  |
| 2.  | «Bang Bang»                                 |                                                    | 4:28     |  |
| 3.  | «Black Fly»                                 |                                                    | 3:31     |  |
| 4.  | «What's Up with That»                       | Gibbons, Joe Hard, Jonathon Ingram, Jack Rice      | 5:19     |  |
| 5.  | «Vincent Price Blues»                       |                                                    | 6:04     |  |
| 6.  | «Zipper Job»                                |                                                    | 4:14     |  |
| 7.  | «Hairdresser»                               | Gibbons, Hardy                                     | 3:48     |  |
| 8.  | «She's Just Killing Me»                     | Gibbons, Hill, Beard                               | 4:55     |  |
| 9.  | «My Mind Is Gone»                           | Gibbons, Hardy, G.L. "G-Mane Moon", Stevie Wonder) | 4:06     |  |
| 10. | «Loaded»                                    | Gibbons, Hardy                                     | 3:47     |  |
| 11. | «Pretty Head»                               |                                                    | 4:37     |  |
| 12. | «Hummbucking, Pt. 2»                        |                                                    | 5:13     |  |
| 13. | «Isn't Love Amazing» (exclusivo para Japón) | Gibbons                                            | 5:15     |  |

## Músicos
- Billy Gibbons: voz y guitarra eléctrica
- Dusty Hill: bajo, coros y voz principal en «Loaded»
- Frank Beard: batería y percusión.